# Alcubilla de las Peñas
Alcubilla de las Peñas es un municipio y localidad española de la provincia de Soria, en la comunidad autónoma de Castilla y León. El término municipal, que incluye también los núcleos de Mezquetillas y Radona, tiene una población de 59 habitantes (INE 2024).

## Geografía
El término municipal, ubicado en la comarca de Arcos de Jalón y en el  partido judicial de Almazán, se extiende en un terreno llano pero a elevada altura, formando parte del límite septentrional de la comarca de Tierra de Medinaceli, pues a partir del puerto de Radona (1150 m), por el que pasa la N-111, se desciende al valle del Duero. El municipio se encuentra a 1146 m sobre el nivel del mar y dista 68 km de la capital soriana. 
| Noroeste: Baraona | Norte: Adradas        | Noreste: Taroda     |
| Oeste: Baraona    |                       | Este: Almaluez      |
| Suroeste: Baraona | Sur: Yelo, Medinaceli | Sureste: Medinaceli |

En su término e incluidos en la Red Natura 200 los siguientes lugares:
- Lugar de Interés Comunitario conocido como Altos de Radona, ocupando 3239 hectáreas, el 38 % de su término.[1]
- Zona Especial Protección de Aves conocida como Altos de Radona ocupando 4089 hectáreas, el 48% de su término.[2]

## Historia
A la caída del Antiguo Régimen la localidad se constituyó en municipio constitucional en la región de Castilla la Vieja. A mediados del siglo XIX, la aldea tenía contabilizada una población de 220 habitantes. Aparece descrita en el primer volumen del Diccionario geográfico-estadístico-histórico de España y sus posesiones de Ultramar de Pascual Madoz de la siguiente manera:

ALCUBILLA DE LAS PEÑAS: ald. con ayunt. de la prov. de Sória (8 1/2 leg.), part. jud. de Medinaceli (2 1/2), aud. terr. y c. g. de Búrgos (25), dióc. de Sigüenza (4): sit. en la pendiente de una peña muy escarpada que desciende hasta las márg. de un riach. sin nombre. La baten libremente los vientos de E., S. y O., atribuyéndose á la sutileza de estos su clima poco sano, propenso á fiebres intermitentes y pulmonias agudísimas. Tiene 60 casas muy pequeñas y de pobre construccion, distribuidas en 4 calles y una plaza; casa municipal, en la que existe el pósito; escuela de primera euseñanza á cargo del sacristan, á quien se le retribuye por ambas circunstancias con 55 fan. detrigo; y una igl. parr. bajo la advocacion de San Martin, la cual no tiene nada de notable, servida por cura párroco nombrado previa oposicion: el cementerio está dist. de la pobl. á 120 pasos al lado del N. y no puede perjudicar á la salud pública. Ademas del arroyo que baña la parte inferior, tiene en sus cercanias 3 fuentes de aguas bastante gruesas, de las que se sirven indistintamente los vec. para sus usos. Tambien se encuentran en sus alrededores muchas ruinas que se tienen por vestigios de una ant. pobl., entre ellas las de 2 cast. en uno de los que hay un algibe bien conservado, y las de 2 ermitas, una de ellas fué igl. parr., bajo la advocacion de San Juan. Confina el térm. á 1 leg. de dist. con los de Adradas y Hontalvilla, por el E. 1/2 con los de Radona y Beltejar, por el S. á 3/8 con el de Yelo, y por el O. á 1/4 de con el de Mezquitilla. El terreno generalmente es de buena calidad, aunque no recibe ningun género de riego, escepto algunos huertecitos destinados al cultivo de hortalizas que le reciben únicamente de los pozos construidos en ellos al intento. Las tierras para el cultivo ascenderán á 5,000 fan. á saber: 300 de 1.ª calidad, 2,500 de 2.ª y 2,200 de 3.ª; y podrian roturarse 700 fan. mas, si no fuese en perjuicio de la ganaderia, á la que faltarian los pastos necesarios: prod.: trigo, cebada, centeno, avena, judias, garbanzos, cáñamo, lino, patatas y hortaliza: se cria muebo ganado lanar, mular, caballar, cabrio y de cerda que se vende en los mercados de Sigüenza: ind.: consiste en dos telares, uno de paños ordinarios y otro de lienzos para el consumo de las gentes del pais: el sobrante de granos se trasporta á Medinaceli, Almazan y Sigüenza; hay 7 caminos que conducen á Medinaceli, Yelo, Mezquitilla, Honlalvilla, Rábanos, Adradas y Beltejar.: pobl.: 55 vec.: 220 alm.: cap. imp.: 93,775 rs. 28 mrs. vn.
(Madoz, 1845, p. 474)

A finales del siglo XX, entre el censo de 1981 y el anterior, creció el término del municipio al incorporar a los de Mezquetillas y Radona.

## Demografía
Cuenta con una población de 59 habitantes (INE 2024).
| Gráfica de evolución demográfica de Alcubilla de las Peñas entre 1842 y 2021 |
| |
| Población de derecho según los censos de población del INE Población de hecho según los censos de población del INEEntre el censo de 1981 y el anterior, crece el término del municipio porque incorpora a 42114 (Mezquetillas) y 42150 (Radona) |

### Población por núcleos
| Núcleos                | Habitantes (2000) | Habitantes (2010) |
| ---------------------- | ----------------- | ----------------- |
| Alcubilla de las Peñas | 65                | 36                |
| Mezquetillas           | 13                | 21                |
| Radona                 | 25                | 19                |

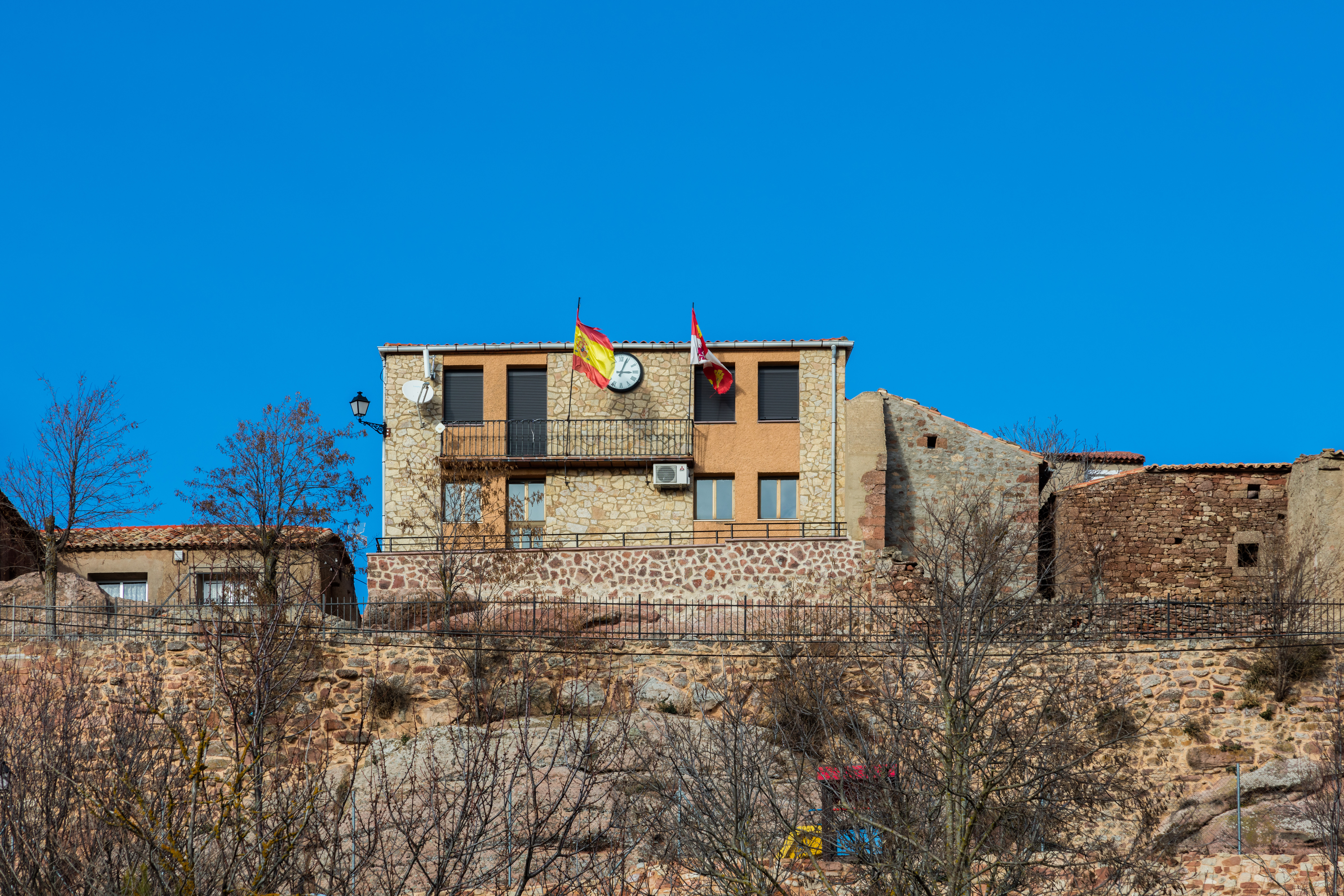
Ayuntamiento
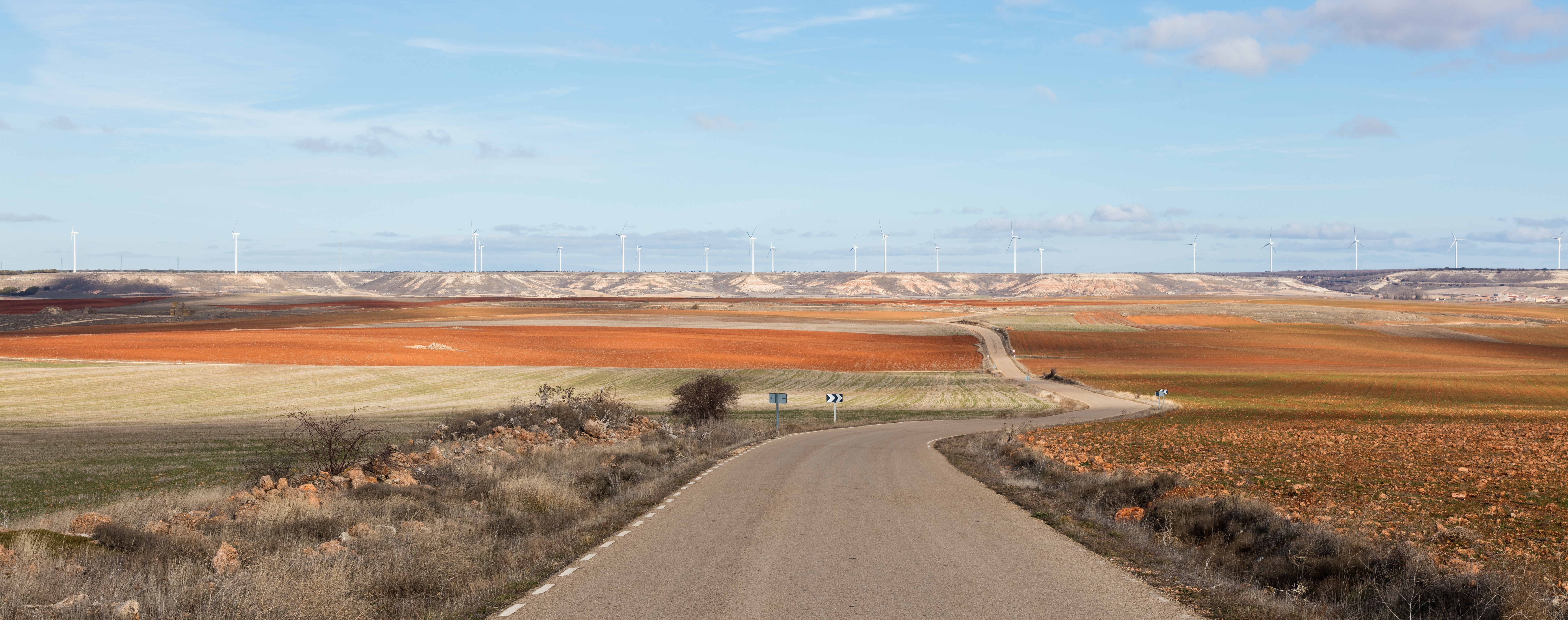
Paisaje desde Alcubilla
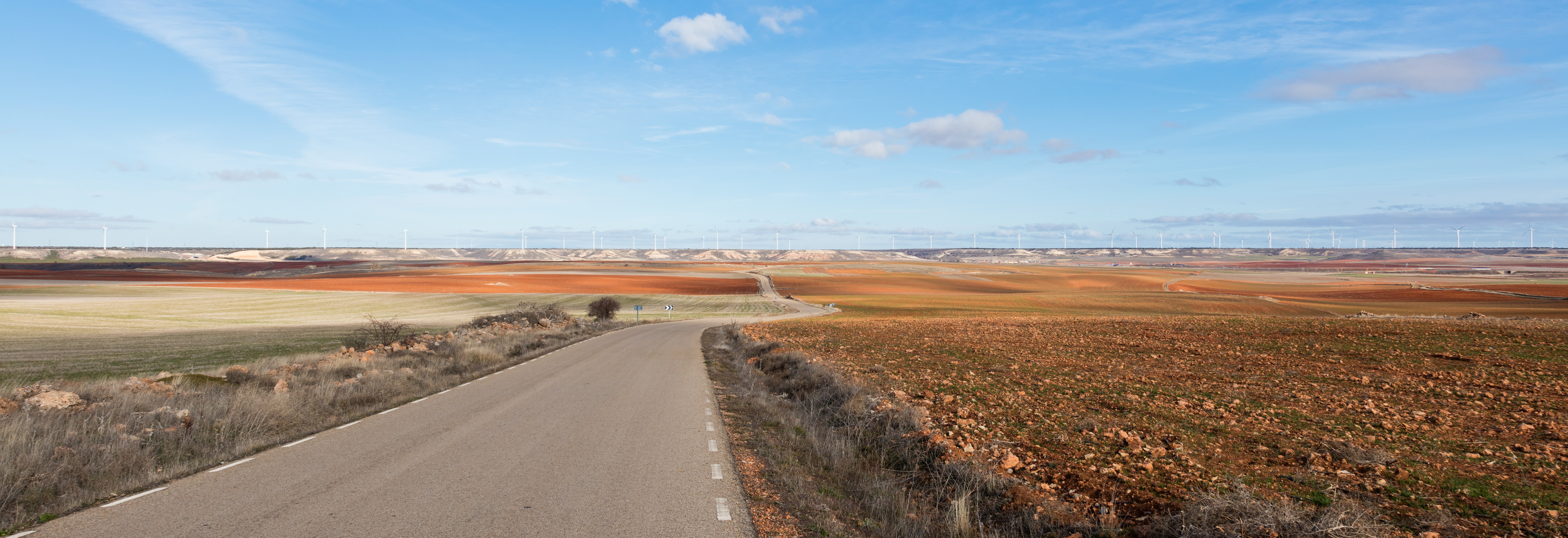
Paisaje

## Patrimonio
En el municipio se encuentra la torre de la Senda, una atalaya de época emiral o califal. Tiene incoado expediente como bien de interés cultural en la categoría de monumento desde el 1 de junio de 1983.